# Poniczów
Poniczów (ukr. Поничів) – wieś na Ukrainie na terenie rejonu włodzimierskiego w obwodzie wołyńskim, liczy 213 mieszkańców.
1 października 1933 włączony do Włodzimierza. Obecnie znów odrębna wieś.